# 음악의 발견
《음악의 발견》은 올댓뮤직에서 방송되는 팝 전문 논스톱 BGM 라디오 프로그램이다. 단, 이 프로그램은 모두 전국방송이다.

## 같이 보기
- 올댓뮤직